# Научна књига
Научна књига је предузеће из Београда које се бави издавањем и продајом универзитетских књига, уџбеника за основну школу, седиште се налази у центру Београда. (У Грачаничкој улици.) Настала је 1998. године, поделом бившег предузећа СФРЈ „Научна књига“. У књижари је такође заступљена и белетристика, школски прибор и канцеларијски материјал. Поред издавања, ово предузеће и продаје уџбенике за средњу и основну школу.